# Wake Me Up When September Ends
Wake Me Up When September Ends is de vierde single van het album American Idiot van de Amerikaanse punk-rockband Green Day uit 2004. Op 13 juni 2005 werd het nummer op single uitgebracht.

## Achtergrond
De muziek is geschreven door de leden van Green Day samen, de tekst door Billie Joe Armstrong. Armstrong heeft bevestigd dat het nummer is geschreven in nagedachtenis van zijn vader die overleed aan de gevolgen van slokdarmkanker toen Armstrong tien jaar was. Omdat zijn vader in de maand september overleden is, wil Armstrong deze maand het liefst overslaan.
De single werd in een aantal landen een hit en bereikte in thuisland de VS de 6e positie in de Billboard Hot 100. In Canada werd de nummer 1-positie behaald in de "Rock Top 30", in Australië de 13e, Nieuw-Zeeland de 10e, Duitsland de 22e, Ierland de 13e en in het Verenigd Koninkrijk de 8e positie in de UK Singles Chart.
In Nederland was de single in week 26 van 2005 de 631e Megahit van de week op 3FM en werd een radiohit. De single bereikte de 15e positie in de publieke hitlijst Mega Top 50, de 35e positie in de Nederlandse Top 40 op Radio 538 en de 44e positie in de Single Top 100.
In België werden de beide Vlaamse hitlijsten en de Waalse hitlijst niet bereikt. De single bleef steken in de zowel de Vlaamse als de Waalse "Ultratip".
Sinds de editie van december 2014 staat de single onafgebroken genoteerd in de jaarlijkse NPO Radio 2 Top 2000 van de Nederlandse publieke radiozender NPO Radio 2, met als hoogste notering een 430e positie in 2018.

## Videoclip
De clip is geregisseerd door Samuel Bayer, die ook de videoclips van de andere singles van American Idiot regisseerde. De clip verhaalt over een verliefd koppel, gespeeld door Jamie Bell en Evan Rachel Wood waarbij Bell uitgezonden wordt naar de oorlog in Irak en Wood zwanger achterlaat. Deze clip past in het anti-oorlogimago van Green Day.

## NPO Radio 2 Top 2000
| Nummer met noteringen in de NPO Radio 2 Top 2000 | '14 | '15 | '16 | '17 | '18 | '19 | '20 | '21 | '22 | '23 | '24 |
| ------------------------------------------------ | --- | --- | --- | --- | --- | --- | --- | --- | --- | --- | --- |
| Wake Me Up When September Ends                   | 595 | 481 | 515 | 494 | 430 | 496 | 591 | 556 | 523 | 570 | 571 |

1. ↑  Een vetgedrukt getal geeft de hoogste notering aan.
2. ↑  2014 was het eerste jaar met een notering voor dit nummer.